# Пещ
Пещ (пол. Pieszcz) — село в Польщі, у гміні Постоміно Славенського повіту Західнопоморського воєводства.
Населення — 507 осіб (2011).
У 1975-1998 роках село належало до Слупського воєводства.

## Демографія
Демографічна структура станом на 31 березня 2011 року:
|          | Загалом | Допрацездатний вік | Працездатний вік | Постпрацездатний вік |
| -------- | ------- | ------------------ | ---------------- | -------------------- |
| Чоловіки | 243     | 60                 | 172              | 11                   |
| Жінки    | 264     | 59                 | 159              | 46                   |
| Разом    | 507     | 119                | 331              | 57                   |